# Prêmio GlaxoSmithKline
O Prêmio GlaxoSmithKline (em inglês:  GlaxoSmithKline Prize and Lecture) é concedido pela Royal Society "por contribuições originais às ciências médica e veterinária publicadas dentro de dez anos da data do prêmio". Patrocinada pela GlaxoSmithKline, a medalha é acompanhada de um montante de £ 2 500. A medalha foi concedida a primeira vez em 1980 para César Milstein.

## Recipientes
Fonte:
| Ano  | Nome                                                                         | Motivo | Notas |
| ---- | ---------------------------------------------------------------------------- | --- | ----- |
| 1980 | César Milstein                                                               | "em reconhecimento ao seu pioneirismo na produção de anticorpos monoclonais a partir de linhas de células híbridas e ao início de sua aplicação mundial em muitos campos da biologia e da medicina" | —     |
| 1982 | Hans Walter Kosterlitz                                                       | | —     |
| 1984 | Edward Raymond Andrew, James M. S. Hutchison, John Mallard e Peter Mansfield | | —     |
| 1986 | Donald Metcalf e Leo Sachs                                                   | | —     |
| 1988 | Louis Martens Kunkel                                                         | | —     |
| 1990 | Philippa Marrack e John Kappler                                              | | —     |
| 1992 | Paul Nurse                                                                   | | —     |
| 1994 | David James Purslove Barker                                                  | | —     |
| 1996 | Charles Weissmann                                                            | | —     |
| 1998 | Gillian Bates e Stephen Davies                                               | | —     |
| 2000 | David MacLennan                                                              | | —     |
| 2003 | Michael Neuberger                                                            | | —     |
| 2005 | Nicholas White                                                               | |       |
| 2007 | Mark Pepys                                                                   | |       |
| 2010 | Stephen Craig West                                                           | | [ 2 ] |
| 2012 | Adrian Bird                                                                  | | [ 3 ] |
| 2014 | Nicholas Lydon                                                               | | [ 4 ] |
| 2016 | Andrew Hattersley                                                            | "por seu trabalho em estudos genéticos e fisiológicos de pacientes com subtipos comuns de diabetes monogênica"                                                                                      | [ 5 ] |